# Andes (Colombia)
Andes è un comune della Colombia facente parte del dipartimento di Antioquia.
Il centro abitato venne fondato da Pedro Antonio Restrepo Escobar nel 1852, mentre l'istituzione del comune è del 1870.